# 特雷维尼亚诺
特雷维尼亚诺（義大利語：Trevignano），是意大利威尼托大区特雷维索省的一个市镇。总面积26.55平方公里，人口10572人，人口密度398.2人/平方公里（2009年）。国家统计（ISTAT）代码为026085。